# Prater de Vienne
Pour les articles homonymes, voir Prater.

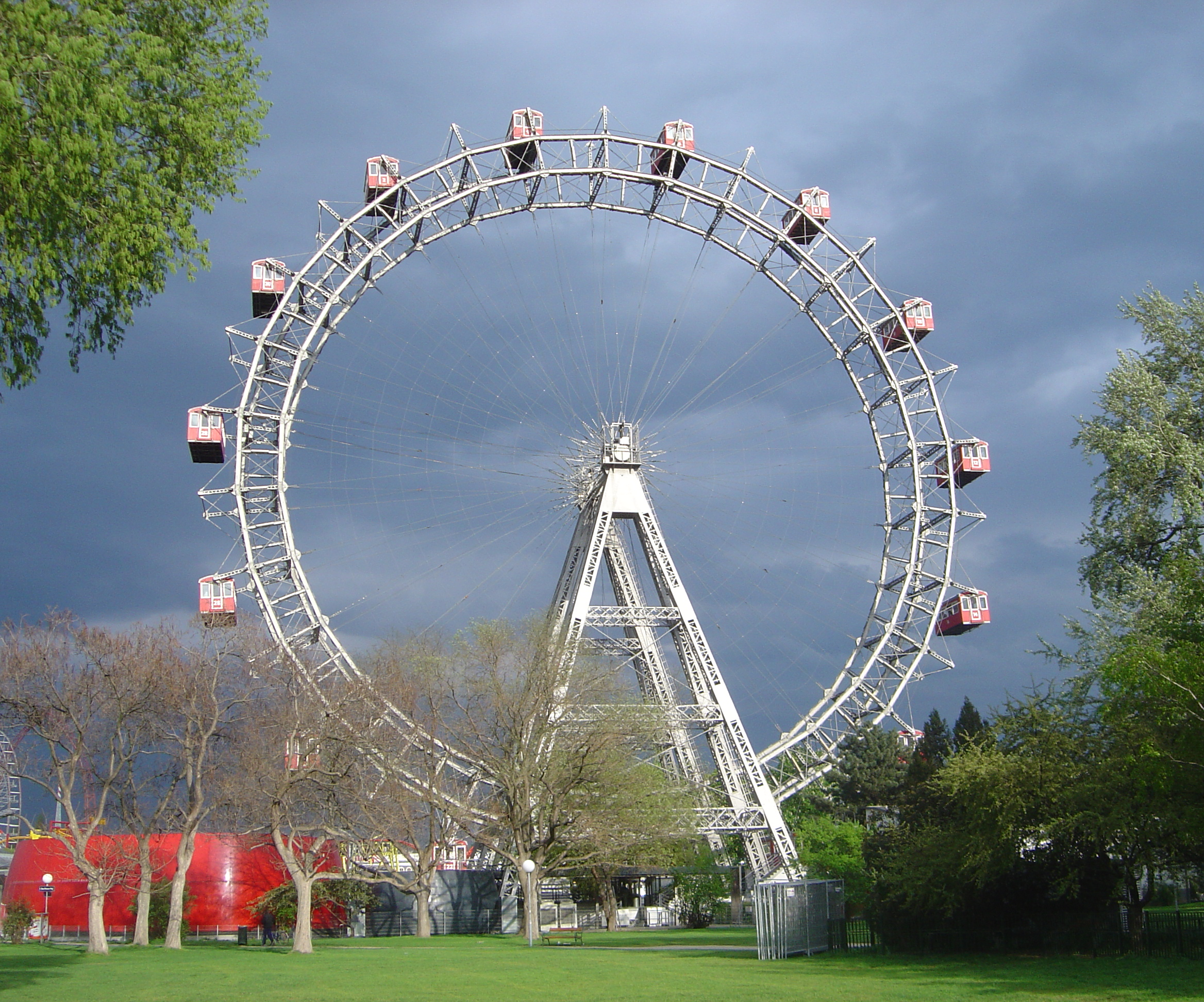
La Grande Roue de Vienne au Prater.

Le Prater est une grande étendue verte au sein de la ville de Vienne, située entre le Danube et le canal du Danube. Il regroupe la Grande Roue, symbole de la ville de près de 65 m de hauteur, une fête foraine permanente, un parc, le plus grand stade autrichien – le Stade Ernst Happel, ainsi que le palais des congrès de la ville.
Il occupe une grande partie du deuxième arrondissement de Vienne, Leopoldstadt, et est desservi par la gare ferroviaire Vienne nord et de métro Praterstern.
D'après les panneaux d'information situés dans le parc lui-même, le Prater tirerait son nom du mot pratum (du latin prairie). D'aucuns affirment que Prater viendrait plutôt de Brater, qui peut être traduit par brochette ou un objet utilisé pour une grillade (en référence à la forme étirée du Prater sur une carte).

## Historique
Le Prater est déjà mentionné en l'an 1403. D'une superficie bien supérieure à celle actuelle, les terrains le composant appartenaient alors à divers monastères et paroisses.
En 1560, l'empereur Maximilien II fit clôturer ces bois et prés et transforma ce terrain en réserve de chasse réservée aux membres de la Maison de Habsbourg. La noblesse n'était autorisée à s'y rendre qu'au mois de mai, et ce « sans pistolet ni chien ».
Peu après son avènement, le jeune empereur Joseph II ouvrit le parc au public en 1766, mais la partie de la Hirschau demeura clôturée pour l'élevage de gibier. Ce qui n'empêchait pas les promeneurs de franchir cette clôture pour des rencontres galantes ou s'y battre en duel. Cette ouverture du Prater fut suivie d'un réel engouement des Viennois, et par beau temps de longues files de voitures s'y rendaient.
Le même empereur fit bâtir le Lusthaus, un bâtiment aux lignes nettes et simples, par un architecte français qu'il appréciait fortement, Isidore Canevale. Le terrain choisi fut celui d'une cabane de chasse, aux abords d'un ancien bras du Danube, le Wiener Wasser, aujourd'hui un plan d'eau. Le nouveau bâtiment fut construit sur un socle pour déjouer toute crue, fréquentes et destructrices à cette époque. Les nombreuses surfaces vitrées et portes avaient comme but de faire « rentrer la nature » dans la Lusthaus, les murs furent peints de couleur verte. On y discutait, mangeait, jouait de la musique, flirtait, le Lusthaus (de l'allemand « maison de plaisir ») méritait son nom. Cinq allées partant de ce bâtiment furent aménagées et complétèrent l'Allée Principale, ce qui permettait à l'empereur de mieux contrôler son peuple. Conquise par Napoléon le 8 mai 1809, la Lusthaus et ses abords abritèrent une fête grandiose donnée en 1813 en l'honneur de la victoire ultérieure et finale sur l'empereur français, à laquelle les soldats de retour au foyer furent conviés. Partiellement détruite en 1945, puis en territoire d'occupation soviétique, les Russes autorisèrent les Britanniques à y accéder pour l'organisation de courses hippiques. De nos jours, la Lusthaus abrite non seulement un restaurant, mais aussi des vernissages d'expositions, des pièces de théâtre ainsi que des lectures.
Dans les années 1870, la régulation du Danube entraîna la disparition quasi totale des marécages, et pour que l'Exposition universelle de 1873 puisse se tenir à Vienne, le défrichement des terrains occupés par l'exposition ainsi que l'aménagement de nouveaux chemins. Les bâtiments construits pour l'occasion furent par la suite détruits, à l'exception de quelques-uns reconvertis en ateliers et loués à des artistes.

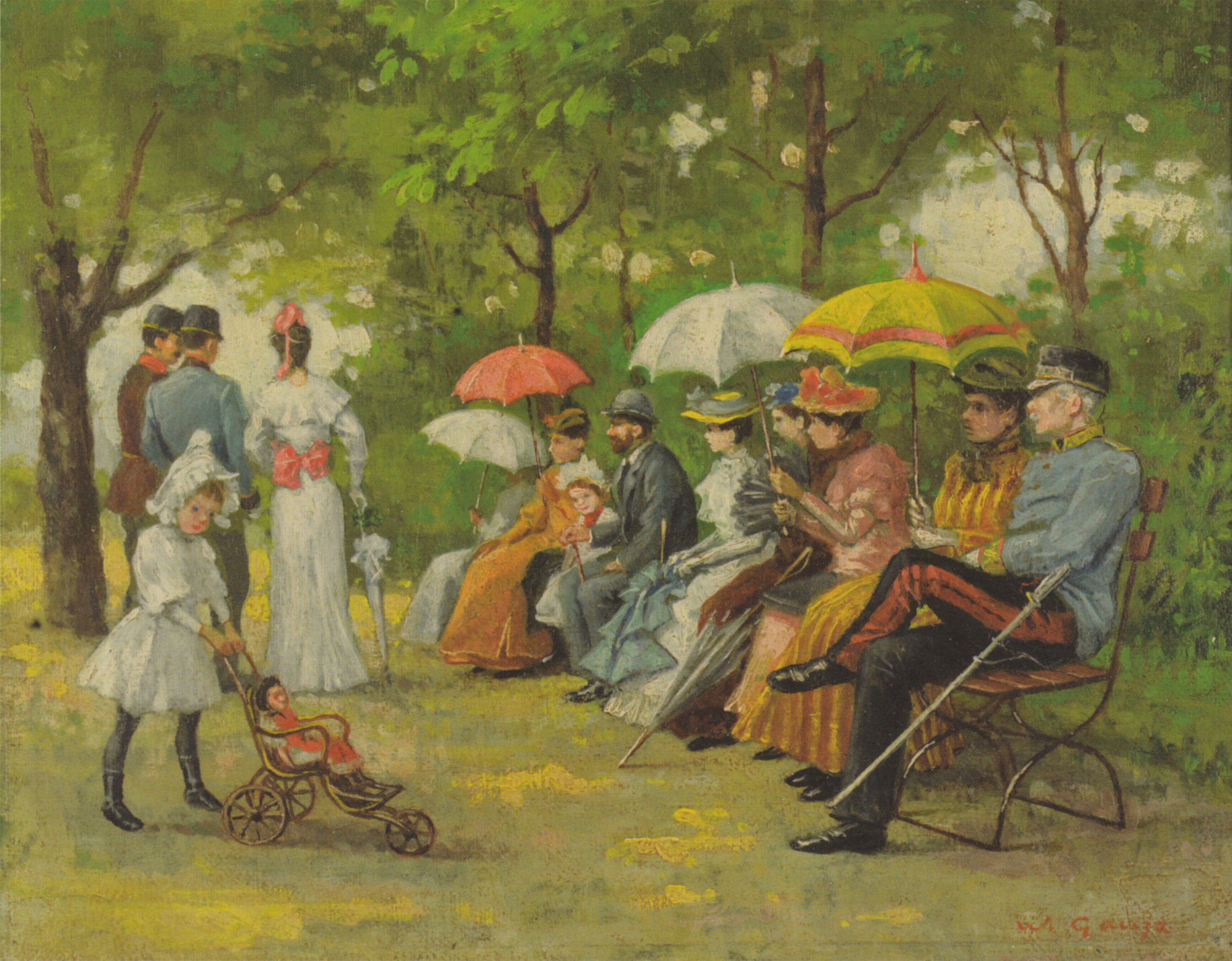
Le Prater vers 1895 par Wilhelm Gause.

Le quai Praterkai fut transformé en zone industrielle vers la fin du XIXe siècle, la zone de la Freudenau accueillit un port, des résidences furent construites le long du canal du Danube, et des villas construites pour héberger de riches industriels anglais venus profiter de la croissance économique. Ces derniers affectionnaient le Prater, car ils pouvaient y pratiquer leurs sports favoris tels que le cricket.
Les premiers cafés et restaurants remontent au XVIIIe siècle. Le Schweizerhaus notamment, anciennement dénommé Zur Schweizer Hütte, était à l'origine fréquenté par des chasseurs originaires de Suisse. Reprise par Karl Kolarik en 1920, le nouveau patron installa une cuisine ainsi conçue qu'elle permettait aux clients d'observer la préparation des plats.
Gabor Steiner, déjà créateur du parc d'attractions Venise à Vienne, fit construire en 1897 la Grande roue par deux ingénieurs britanniques. Le chantier dura 8 mois. Cette attraction fut fermée pendant la Première Guerre mondiale et utilisée temporairement comme poste d'observation. En 1916, le nouveau propriétaire du terrain donna l'ordre de détruire la Grande Roue, puis y renonça devant les coûts élevés. En 1938, dans le cadre d'une politique antisémite, Eduard Steiner, le nouveau propriétaire, est dépossédé. Il mourra à Auschwitz en 1944. La même année, la Grande Roue fut détruite par un incendie. Elle fut reconstruite, mais avec 15 wagons au lieu de 30. En 1953, l'attraction est restituée aux héritiers d'Eduard Steiner.
La course de trot est pratiquée au Prater depuis 1874, dans la zone de la Krieau, à l'origine une île du Danube qui fut convoitée par la ville de Vienne et le monastère de Klosterneuburg – d'où le surnom de Kriegsau (Krieg signifie guerre en allemand) donné à ce terrain. Au début, les courses étaient individuelles (au chronomètre) et les paris inexistants. L'hippodrome de Krieau accueillit également quelques courses motorisées, puis un terrain de golf au centre de la piste de course. Des classiques du cinéma sont projetés sur écran géant en été.
La course de galop fut également pratiquée près de 150 ans dans la zone de la Friedenau, et ce jusqu'à la fin octobre 2003, alors que la concurrence des divers loteries et autres paris sportifs liés au football avaient progressivement entraîné une forte baisse de la fréquentation les jours de course. Les chevaux résidaient et s'entrainaient sur place. Les tribunes abandonnées, construites en 1870 par l'un des architectes du Ring Carl Freiherr von Hasenauer, sont désormais inscrites sur une liste de protection du patrimoine culturel, le reste des bâtiments demeure quant à lui non entretenu et se détériore.
Depuis 1964, les quatre kilomètres de l'allée principale, aménagée en 1537 et entourée de marronniers importés de Turquie, sont interdits à la circulation automobile. Mais à la fin des années 1960, un tronçon de la rocade sud fut construit à travers le Prater sous forme de viaduc.

## Dans la culture

### Littérature
Le Prater est évoqué chez de nombreux auteurs de la littérature autrichienne dont, parmi ceux qui sont traduits en français :
- Stefan Zweig dans Printemps au Prater, Le Monde d'hier, Phantastische Nacht (« Nuit fantastique ») et L'amour d'Erika Ewald (nouvelles) ;
- Arthur Schnitzler dans La Ronde (drame) et Le sous-lieutenant Gustel (nouvelle) ;
- Robert Musil, dans Als Papa Tennis lernte (« Quand Papa apprit à jouer au tennis ») ;
- Heimito von Doderer dans Praterabend (« Soir au Prater », poème) et Ein anderer Kratki-Baschik (« Un autre Kratki-Baschik », récit) ;
- Elfriede Jelinek dans La Pianiste ;
- Robert Seethaler, dans Le Tabac Tresniek, un roman d'initiation dans la Vienne des années 1930.

### Cinéma
La grande roue de Vienne est le lieu de tournage de plusieurs films,,, dont :
- 1949 : Le Troisième Homme de Carol Reed d'après le scénario et le roman de Graham Greene, Le Troisième homme[8] ;
- 1987 : Tuer n'est pas jouer de John Glen - James Bond et Kara y partagent de tendres moments. À noter que John Glen a été assistant monteur du film Le Troisième Homme.

### Psychanalyse
Dans L'Interprétation du rêve (1900), Sigmund Freud mentionne à l'occasion de ses « rêves de Rome » un souvenir d'enfance qui a  pour cadre le Prater.

### Musique
Dans sa chanson La Java du diable, Charles Trenet cite le Prater (il s'était rendu à Vienne durant son adolescence) :
« Duc de Reichstadt, avez-vous dit ?  Non, non !
Et savez-vous quel est mon véritable nom ?
C’est celui qu’au Prater la foule  qui s’écarte
Murmure autour de moi : « Le petit 
Bonaparte ! »
Je suis son fils ! rien que son fils ». Cette citation est tirée de L'Aiglon d'Edmond Rostand. 

## Le parc d'attractions: Wiener Prater

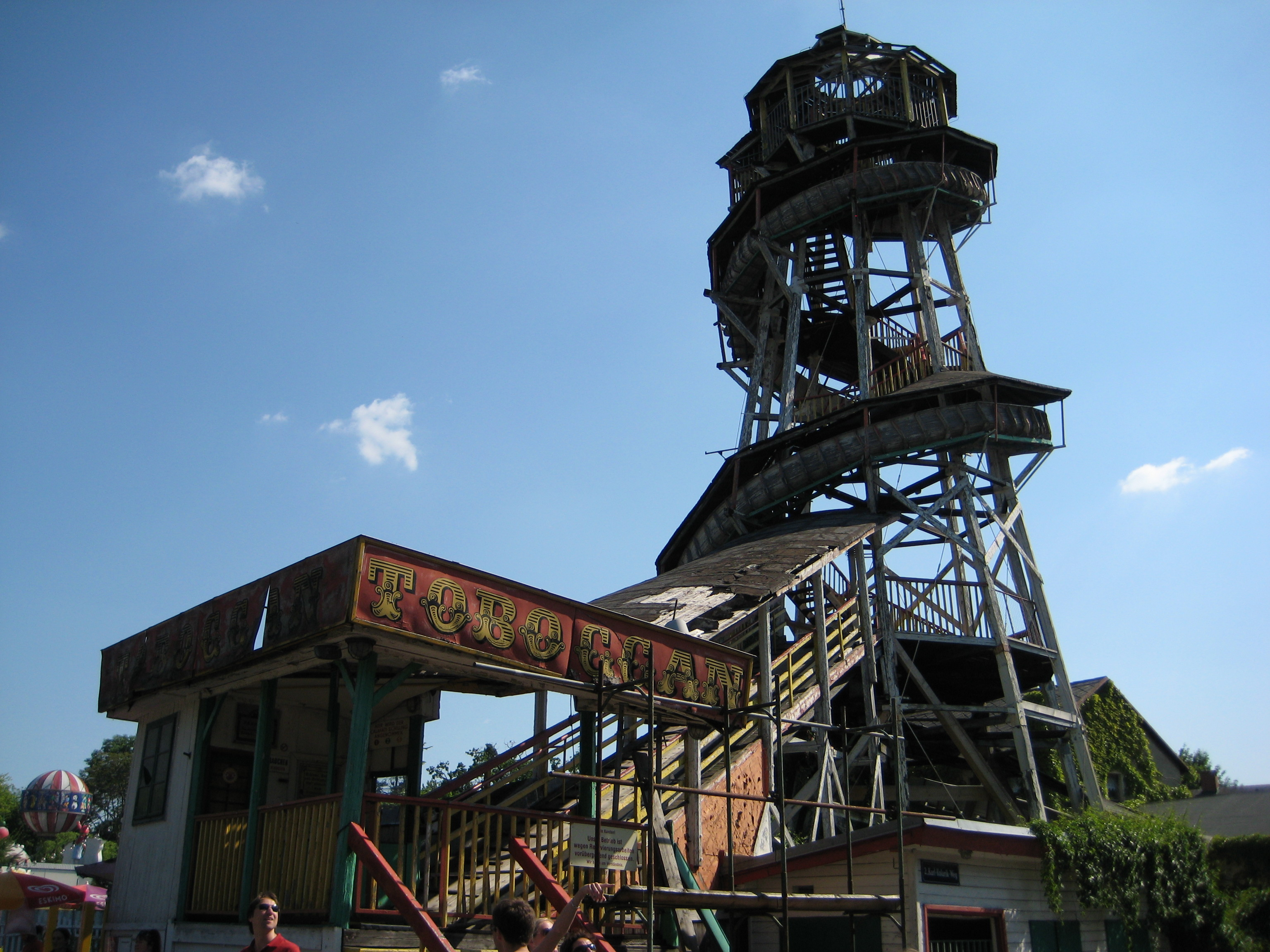
Wiener Toboggan.

### Lesmontagnes russesactuelles
| Nom                | Type                                 | Année d'ouverture | Photo |
| ------------------ | ------------------------------------ | ----------------- | ----- |
| Auto BergBahn      | Montagnes russes en bois junior      | 1948              |       |
| Boomerang          | Boomerang                            | 1992              |       |
| Der Zug des Manitu | Montagnes russes junior              | 2002              |       |
| Dizzy Mouse        | Wild Mouse tournoyante               | 1998              |       |
| €uro Coaster       | Montagnes russes à véhicule suspendu | 2020              |       |
| G’sengte Sau       | Montagnes russes assises             | 2020              |       |
| Hochschaubahn      | Montagnes russes en bois             | 1950              |       |
| Insider            | Montagnes russes tournoyantes        | 2013              |       |
| Maskerade          | Montagnes russes tournoyantes        | 2015              |       |
| Megablitz          | Montagnes russes assises             | 1994              |       |
| Roller Ball        | Montagnes russes en métal            | 2020              |       |
| Super 8er Bahn     | Montagnes russes assises             | 1997              |       |
| The Race           | Montagnes russes junior              | 2014              |       |
| Volare             | Montagnes russes volantes            | 2004              |       |
| Wilde Maus         | Wild Mouse                           | 1997              |       |

### Les anciennes montagnes russes
| Nom                | Type                      | Année d'ouverture | Année de fermeture | Remarque                                        |
| ------------------ | ------------------------- | ----------------- | ------------------ | ----------------------------------------------- |
| Achterbahn         | Montagnes russes en bois  |                   | 1927               |                                                 |
| Cortina Bob        | Montagnes russes en acier | 1969              | 1993               | Déplacé à Bagatelle sous le nom de « Jet Star » |
| Düsenspirale       | Montagnes russes en acier | 1964              | 1968               |                                                 |
| Einschienenbahn    | Montagnes russes en bois  | 1955              |                    |                                                 |
| Flugbahn           | Montagnes russes en bois  | 1935              | 1945               |                                                 |
| Galaxia            | Montagnes russes en acier | 2008              | 2009               |                                                 |
| Hochbahn           | Montagnes russes en bois  |                   | 1965               |                                                 |
| Hochbahn           | Montagnes russes en acier | 1966              | 1977               |                                                 |
| Hochbahn           | Montagnes russes en acier | 1979              | 1996               |                                                 |
| Hochschaubahn      | Montagnes russes en bois  | 1909              | 1944               |                                                 |
| Jet-Star II        | Montagnes russes en acier |                   |                    |                                                 |
| Looping Bahn       | Montagnes russes en acier | 1985              | 1995               |                                                 |
| Loopingbahn        | Montagnes russes en bois  | 1948              | 1965               |                                                 |
| Luna-Bahn          | Montagnes russes en bois  | 1910              |                    |                                                 |
| Niagara-Wasserbahn | Montagnes russes en bois  | 1928              | 1931               |                                                 |
| Rodelbahn          | Montagnes russes en bois  | 1940              | 1959               |                                                 |
| Speedy Gonzales    | Montagnes russes en acier | 1985              | 1987               |                                                 |
| Vierer-Bob         | Montagnes russes en acier | 1978              | 1978               |                                                 |
| Wasserrutschbahn   | Montagnes russes en bois  | 1899              | 1902               |                                                 |
| Wiener Looping     | Montagnes russes en acier | 1982              | 1982               |                                                 |
| Wilde Maus         | Montagnes russes en acier | 1996              | 1997               |                                                 |

### Sources de l'article
- (de) Cet article est partiellement ou en totalité issu de l’article de Wikipédia en allemand intitulé « Wienerprater » (voir la liste des auteurs).